# Mater ter admirabilis
Mater Ter admirabilis, literalment "Mare Tres Vegades Admirable", és una antiga invocació llatina de les lletanies de la Santíssima Mare de Déu. Va ser utilitzat per primera vegada pel pare jesuïta Jakob Rem, cap de la Congregació de la Mare de Déu, a Ingolstadt, Baviera el 5 d'abril de 1604. La Lletania més comuna utilitzada en l'actualitat, la Lletania de Loreto, utilitza la invocació Mater admirabilis, que significa "admirable Mare".
El 4 d'abril de 1604, el Colloquium marianum de la Congregació Jesuïta a Ingolstadt estava resant les lletanies de la Santíssima Mare de Déu. En arribar a l'oració: "Mare admirable, pregueu per nosaltres" Rem va demanar que es repetís una vegada i una altra l'oració. Des de llavors, el Colloquium marianum i algunes confraries utilitzaven l'oració triple. Mater ter admirablilis segueix sent utilitzada com a part de les oracions de germanor a tot el món. Des de 1915, Mater ter admirablilis és una part de l'oració mariana del moviment de Schönstatt. Mater Ter admirabilis és també un altar a marià a la Catedral d'Ingolstadt, on la societat del Colloqium es reunia cada dia per a la Santa Missa, mai es va aclarir si la pregària triple es referia a la Santíssima Trinitat, a la virginitat triple de la Mare de Déu (abans, durant i després del naixement), o, a la Mare de Déu, Mare del Redemptor i Mare dels redimits.